# Walde (Halver)
Walde ist eine Hofschaft in Halver im Märkischen Kreis im Regierungsbezirk Arnsberg in Nordrhein-Westfalen (Deutschland).

## Lage und Beschreibung
Walde liegt im Westen des Halveraner Stadtgebietes an der Bundesstraße 229 bei Schwenke. Die weiteren Nachbarorte sind Schüreichhofen, Niederennepe, Eschen, Bärendahl und Büchenbaum. Im Ort entspringt ein Zufluss der Ennepe.
Nördlich steigt das Gelände zu einer 405 Meter hohen Erhebung östlich von Schwenke an. Südwestlich befindet sich die Trasse der stillgelegten Wuppertalbahn mit dem Bahnhof Schwenke.

## Geschichte
Walde wurde erstmals 1480 urkundlich erwähnt, die Entstehungszeit der Siedlung wird aber für den Zeitraum zwischen 1050 und 1200 infolge der Rodungsphase nach der hochmittelalterlichen Territorialbildung vermutet. Walde war ein Abspliss der Hofschaft Niederennepe.
Um 1500 ist durch Urkunden belegt, dass der Hof Walde dem bergischen Amt Beyenburg abgabenpflichtig war. Die Gerichtsbarkeit des Hofs unterstand einem extra für die bergischen Höfe im ansonsten märkisch beherrschten Kirchspiel Halver bestellten bergischem Richter, was häufig zu Streit mit dem für das Kirchspiel eigentlich zuständigen märkischen Gografen führte.
1818 lebten 30 Einwohner im Ort. 1838 gehörte Walde unter dem Namen Wald der Eickhöfer Bauerschaft innerhalb der Bürgermeisterei Halver an. Der laut der Ortschafts- und Entfernungs-Tabelle des Regierungs-Bezirks Arnsberg als Hof kategorisierte Ort besaß zu dieser Zeit drei Wohnhäuser, eine Fabrik bzw. Mühle und vier landwirtschaftliche Gebäude. Zu dieser Zeit lebten 32 Einwohner im Ort, davon zwei katholischen und 30 evangelischen Glaubens.
Das Gemeindelexikon für die Provinz Westfalen von 1887 gibt eine Zahl von 19 Einwohnern an, die in drei Wohnhäusern lebten.
Spätestens seit dem Frühmittelalter (nach anderen Angaben seit der Vorzeit) verlief eine Altstraße zwischen Wipperfürth und Breckerfeld durch das Tal der Ennepe an dem heutigen Walde vorbei, die Teil eines Handels- und Heerwegs zwischen Köln und Hagen war.